# Emswell with Little Driffield
Emswell with Little Driffield var en civil parish från 1885 till 1935 då den blev en del av Garton, Kirkburn och Driffield, i grevskapet East Riding of Yorkshire, i England. Civil parish var belägen 18 km från Beverley och hade 293 invånare år 1931.